# Mouloudia Olympique Béjaïa
El Mouloudia Olympique Béjaïa (en árabe: مولودية بجاية‎), más conocido como MO Béjaïa, es un club de fútbol profesional de la ciudad de Béjaïa en Argelia, fue fundado en 1954 y actualmente disputa el Championnat National de Première Division la máxima categoría del fútbol argelino.
Su clásico rival es el JSM Béjaïa con quien comparte el uso del Stade de l'Unité Maghrébine.

## Historia
El club fundado en 1954 pasa casi 59 años en las divisiones inferiores del fútbol argelino, en la temporada 2012-13 logra la tercera posición en la Ligue 2, obteniendo el ascenso por primera vez a la máxima categoría. En su primera participación en la Première Division del fútbol argelino, el MOB apenas logró mantenerse en la D1 finalizando en la 11º en la clasificación general 2013-14.
En la temporada 2014-15, el MO Béjaïa logra un buen inicio en la liga liderando por varias fechas el torneo, el 2 de mayo de 2015 corona este buen presente ganando la Copa de Argelia su primer título en el fútbol profesional.

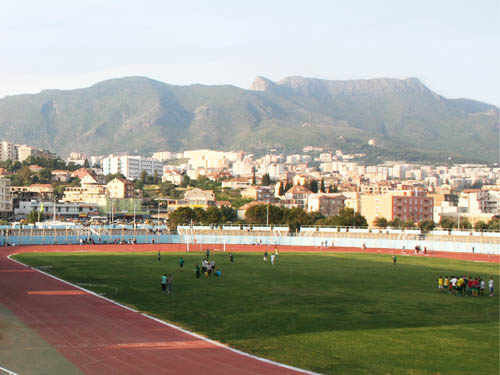
Stade de Béjaïa.

## Palmarés
- Copa de Argelia: 1

2015
- Algerian Ligue Professionnelle 2:

tercero en 2013 (asciende)